# Peter von der Mühll
Peter von der Mühll (* 1. August 1885 in Basel; † 13. Oktober 1970 ebenda) war ein schweizerischer Klassischer Philologe.

## Leben

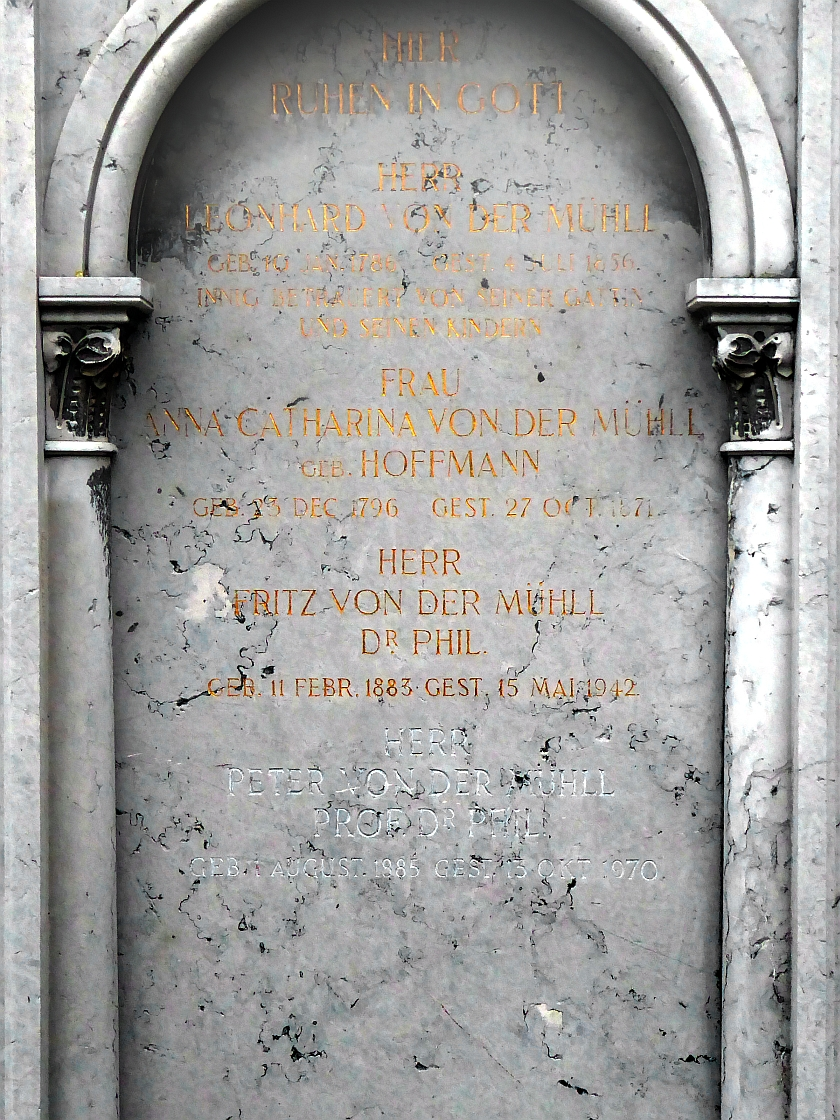
Grab auf dem Friedhof Wolfgottesacker, Basel

Peter von der Mühll stammte aus der Familie Von der Mühll, einem weit verzweigten Schweizer Geschlecht. Sein Vater war der Kaufmann Fritz von der Mühll (1855–1935), seine Mutter Helene geb. Vischer (1861–1957). Sein älterer Bruder Friedrich von der Mühll (1883–1942) wurde Gymnasiallehrer, seine Schwester Henriette von der Mühll heiratete den Archäologen Arnold von Salis.
Peter von der Mühll besuchte das Gymnasium am Münsterplatz in Basel, wo ihn sein Lehrer Hans Theodor Plüss anregte, Klassische Philologie zu studieren. Im Verlauf seines Studiums wechselte von der Mühll mehrmals den Studienort: Er begann an der Universität Basel, wechselte dann nach Genf und Göttingen, wo ihn die Philologen Eduard Schwartz, Friedrich Leo und Jacob Wackernagel beeinflussten. Auf ihre Anregung (und auf die seines Kommilitonen Tycho von Wilamowitz-Moellendorff) verbrachte er ein Semester an der Berliner Universität bei Hermann Diels und Ulrich von Wilamowitz-Moellendorff.
Das Examen und die Promotion erreichte er 1909 in Göttingen. Sein Doktorvater war Eduard Schwartz. Anschliessend unternahm von der Mühll längere Bildungsreisen nach Paris und Italien. Nach seiner Rückkehr wurde er an der Universität Zürich habilitiert und hielt dort als Privatdozent Lehrveranstaltungen ab. 1917, im Alter von 32 Jahren, wurde von der Mühll auf einen der drei Lehrstühle für Klassische Philologie an der Universität Basel berufen, den er bis zu seiner Emeritierung 1952 innehatte. Er schlug mehrere Rufe an andere Universitäten aus, darunter 1925 den an die Berliner Universität. Im Jahr 1942 wurde er zum Rektor der Universität Basel gewählt.
Sein Nachlass befindet sich in der Universitätsbibliothek Basel.

## Leistungen
Peter von der Mühll war als akademischer Lehrer, Forscher und Wissenschaftsorganisator von grosser Bedeutung. Er war Mitglied in der Aufsichtsbehörde des Humanistischen Gymnasiums, der Schweizer Thesaurus-Kommission und gab 1944 den Anstoss zur Gründung der Zeitschrift Museum Helveticum.
Neben seinem Engagement in Lehre und Wissenschaftsorganisation kam von der Mühll kaum zu seiner eigenen Publikation. Dennoch bereicherte er die Wissenschaft um substanzielle Beiträge. Seine verstreuten Kleinen Schriften wurden 1976 von Bernhard Wyss herausgegeben.
Bereits mit seiner Dissertation De Aristotelis Ethicorum Eudemiorum auctoritate (1909) leistete von der Mühll einen grundlegenden Beitrag zur Forschung: Er bewies, dass die Eudemische Ethik von Aristoteles selbst verfasst war, nicht von seinen Schülern, wie die communis opinio seit Leonhard Spengel lautete. Mit seiner Abhandlung löste von der Mühll eine Forschungsdebatte aus, bei der sich unter anderem der Berliner Ordinarius Werner Jaeger auf seine Seite stellte. Seitdem gilt die Autorschaft des Aristoteles als sicher.
Auch zur homerischen Dichtung legte von der Mühll grundlegende Schriften vor. 1940 verfasste er den umfangreichen Artikel zur Odyssee in Paulys Realencyclopädie der classischen Altertumswissenschaft, 1952 ein Kritisches Hypomnema zur Ilias.